# Albert von Crenwicz
Albert von Crenwicz, znany także jako von Krenowitz, Crenowitz, Crenowicz, Crenwicz (cz. Albrecht z Křenovic) – burgrabia kłodzki, starosta krajowy kłodzki oraz pan zastawny ziemi kłodzkiej w latach 1346–1350, zm. w 1353 lub później.

## Życiorys
Albert von Crenwicz wywodził się z rycerskiej rodziny von Krenowitz (Crenwicz), mającej swój rodzinny majątek w Krzanowicach w księstwie opawskim na Śląsku. Rodzina ta była boczną linią rodu morawskiego von Füllstein („z Fulštejna”, czyli z Bohušova w powiecie Bruntal). Po raz pierwszy Albert von Crenwicz pojawia się w dawnych dokumentach klasztoru w Kamieńcu Ząbkowickim w 1340 r. jako starosta kłodzki (capitaneus terre nostre), a w 1341 r. przebywał na dworze księcia świdnickiego, Bolka II Małego. W latach 1346–1353 zarządzał miastem Žacléř w Czechach, a w latach 1350–1353 z ramienia cesarza Karola IV Luksemburskiego pełnił funkcję starosty ziemi kłodzkiej.
Pozostawił po sobie czterech synów, spośród których najstarszy sprzedał w 1365 r. klasztorowi w Kamieńcu dwie wsie w księstwie ziębickim: Osinę Małą i Osinę Wielką. Trzej pozostali synowie: Herbert, Eckerich i Conrad służyli na dworze księcia opawskiego Mikołaja II Przemyślidy.